# Fackelmann
Fackelmann GmbH + Co. KG – niemieckie przedsiębiorstwo z siedzibą w Hersbruck, które sprzedaje meble łazienkowe, jak i akcesoria kuchenne.
W 1919 roku Heinrich Fackelmann założył firmę jako agent handlowy wyrobów żelaznych i domowych. Firma została odbudowana w 1948 roku przez Sebastiana Fackelmanna. Od jednorodzinnej firmy stała się z czasem siecią sklepów działających na terenie Niemiec. Rok 1958 zaczął się od własnej produkcji produktów. Firma specjalizująca się w artykułach AGD została rozszerzona na produkcję mebli w 1963 roku. W szczególności wybrano segment mebli łazienkowych. Od tego czasu firma Fackelmann produkuje meble łazienkowe w lokalizacji Hersbruck i stała się liderem na rynku łazienkowym, oraz akcesoriów kuchennych.
Sebastian Fackelmann przekazał firmę w 1992 roku swoim synom Alexandrowi i Norbertowi, ale doradzał firmie do czasu śmierci w październiku 2003 roku. Norbert Fackelmann zrezygnował z pracy w przedsiębiorstwie. Po przełomie wieków dokonano kilku przejęć: w 2002 roku Prestige Italia dołączył do Fackelmann, rok później Zenker (Aichach) została zintegrowana. W 2004 r. W Rumunii i Chorwacji otworzyły się firmy, w Hiszpanii Fabricados Inoxidables został przejęty. W 2005 r. Brytyjska firma Probus (Birmingham) została przejęta, a zdolności produkcyjne znacząco wzrosły w 2006 r. Przez większość udziałów w grupie Jensen, Shenzhen (Chiny). Oprócz niemieckich zakładów produkcyjnych w Hersbruck, Benshausen i Aichach firma Fackelmann ma obecnie zakłady produkcyjne w Bussang (Francja) iw Chinach. Otwarte zostały firmy zagraniczne w większości krajów europejskich oraz w Hongkongu. Tymczasem sieć dystrybucyjna rozciąga się na 39 oddziałów na całym świecie. Placówki powstały w Indiach (New Delhi) i Dubaju, a także w Rosji, Brazylii, Australii i regionie Azji i Pacyfiku.
Skonsolidowany obrót Fackelmanna wzrósł z 30 mln marek (1985) do 380 mln EUR w 2015 roku. Liczba pracowników wzrosła w tym samym okresie z 240 do około 2500 na całym świecie, z czego około 670 w Niemczech. W 2014 r. dwie trzecie sprzedaży zostało wygenerowanych na rynku światowym. Na przykład produkty Fackelmann znajdują się w wielu supermarketach w dużych miastach Chin.
W Polsce przedsiębiorstwo otworzyło swoją placówkę w roku 2003, rozpoczynając sprzedaż w supermarketach.